# Papa Clement al VI-lea
Papa Clement al VI-lea (nume laic: Pierre Roger sau Petre de Fécamp; (n. 1291, Rosiers-d'Égletons, Limousin, Franța – d. 6 decembrie 1352, Avignon, Grand Avignon⁠(d), Franța) a fost papa Bisericii Catolice cu sediul la Avignon din 7 mai 1342 până la moartea lui.
Pierre s-a tras din nobilimea sud-franceză, intrând de tânăr în Ordinul Benedictinilor. La 36 de ani a ajuns starețul mănăstirii Fécamp, iar cu doi ani mai târziu episcop de Arras. Fiind uns arhiepiscop de Sens în 1329, a fost numit arhiepiscop de Rouen în 1330. Papa Benedict l-a numit cardinal în 1338.
După o sedisvacanță de numai zece zile conclavul l-a ales papă pe 7 mai 1342. Intronizarea lui a avut loc pe 19 mai. Clement s-a dovedit de a fi un veritabil nepotist: prin septembrie a numit zece cardinali noi, din care nouă erau tot din Franța de Sud, iar cinci erau nepoți de-ai lui. Pe tot parcursul pontificatului său, a numit în total 25 de cardinali, din care 19 proveneau din sudul Franței, iar opt erau nepoții lui sau alte rude apropiate. 
Clement a susținut alegerea amicului său Carol al IV-lea ca Rex Romanorum (tocmai ca să rămână victorios în lupta sa cu Ludovic al IV-lea al Bavariei) și l-a sprijinit pe regele german să îndeplinească câteva din planurile sale (de exemplu, înființarea unor universități din Sfântul Imperiu Roman al Națiunii Germane, printre care cea de la Praga, în 1348). 
În 1348 a cumpărat ducatul Avignon de la Regina Ioana de Neapole, cu 800.000 de florini. În 1350, a proclamat a două sărbătoare a Anului Jubilar.
A fost numit „un Dionis ecleziastic” de către poetul Petrarca, din cauza numeroaselor sale amante și a gonoreei sale cronice. Când a murit, 50 de preoți au oficiat slujba de maslu pentru odihna sufletului său timp de 9 zile consecutiv, dar opinia publică a căzut de acord că nu e nici pe departe îndeajuns.